# 欧蒂约-拉蒂耶维尔
欧蒂约-拉蒂耶维尔（法語：Authieux-Ratiéville，法語發音：[otjø ʁatjevil]）是法国滨海塞纳省的一个市镇，属于鲁昂区。该市镇于1822年由原市镇欧蒂约叙克莱尔（Anthieux-sur-Clères）和拉蒂耶维尔（Ratiéville）合并而成。

## 地理
欧蒂约-拉蒂耶维尔（49°36'22"N, 1°9'3"E）面积5.16 平方千米，位于法国诺曼底大区滨海塞纳省，该省份为法国北部沿海省份，其西部及北部濒大西洋英吉利海峡，东起顺时针与索姆省、瓦兹省、厄尔省和卡爾瓦多斯省接壤。
与欧蒂约-拉蒂耶维尔接壤的市镇（或旧市镇、城区）包括：博斯克勒阿尔、克拉维尔-莫特维尔、克莱尔、方丹堡、弗里什梅尼勒、蒙科韦尔。

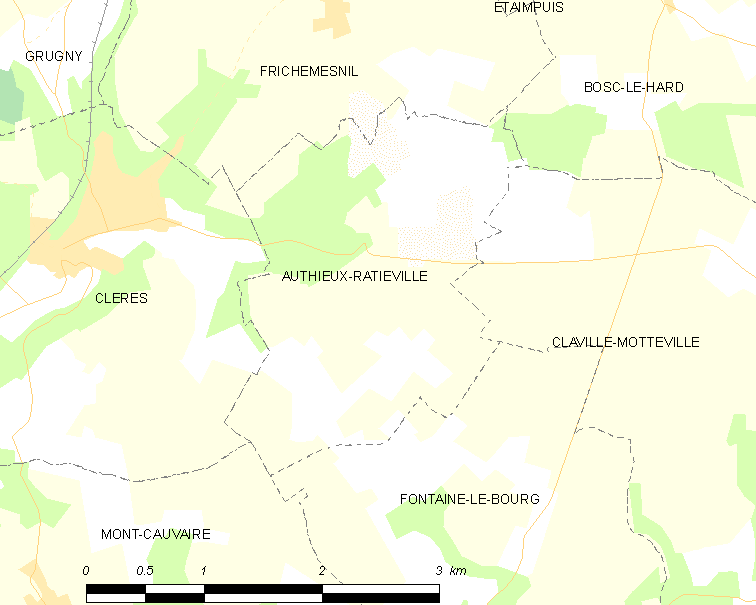
欧蒂约-拉蒂耶维尔的OSM定位图

欧蒂约-拉蒂耶维尔的时区为UTC+01:00、UTC+02:00（夏令时）。

## 行政
欧蒂约-拉蒂耶维尔的邮政编码为76690，INSEE市镇编码为76038。

## 政治
欧蒂约-拉蒂耶维尔所属的省级选区为布瓦纪尧姆县。

## 人口

1962-2008年间欧蒂约-拉蒂耶维尔人口变化图示

欧蒂约-拉蒂耶维尔于2022年1月1日时的人口数量为405人。